# Satake Masayoshi
Satake Masayoshi (佐竹 昌義, 1081–1147 ?) est un samouraï de l'époque de Heian. Petit-fils de Minamoto no Yoshimitsu, Masayoshi demeure dans la province de Hitachi. Il est tué au combat par Minamoto no Yoshikuni vers 1147. Il est le fondateur du clan Satake.

## Source de la traduction
- (en) Cet article est partiellement ou en totalité issu de l’article de Wikipédia en anglais intitulé « Satake Masayoshi » (voir la liste des auteurs).